# Arum sooi
Arum × sooi là một loài thực vật có hoa trong họ Ráy (Araceae). Loài này được Terpó mô tả khoa học đầu tiên năm 1973. Đây là loài lai giữa hai loài A. alpinum x A. maculatum, phân bố ở Hungary.